# Шихово (Слободський район)
Ши́хово (рос. Шихово) — присілок у складі Слободського району Кіровської області, Росія. Адміністративний центр Шиховського сільського поселення.
Населення становить 750 осіб (2010, 746 у 2002).
Національний склад станом на 2002 рік — росіяни 96 %.